# Maria Grazia Spillantini
Maria Grazia Spillantini (* 10. November 1957 in Caprese Michelangelo) ist eine italienische Neurowissenschaftlerin und Hochschullehrerin an der Universität Cambridge. Sie ist bekannt für Forschungen über die Ursachen neurodegenerativer Erkrankungen wie Alzheimer-Krankheit und Parkinson-Krankheit.
Spillantini studierte Biologie an der Universität Florenz mit dem Laurea-Abschluss summa cum laude. Danach forschte sie dort in der Abteilung klinische Pharmakologie, war an der Neurobiologie-Einheit des INSERM in Paris und an der Forschungsgruppe Neurobiologie des Medical Research Council in Cambridge. Sie wurde 1993 an der Universität Cambridge (Peterhouse College) in Molekularbiologie bei Aaron Klug promoviert (Molecular Neurobiology of Alzheimer's disease) und ist dort seit 1994 Fellow des Clare College. Sie ist Professorin für molekulare Neurologie in Cambridge in der Abteilung klinische Neurowissenschaften.
Spillantini ist bekannt für Forschungen zu den molekularen Ursachen von Alzheimer (krankhafte Anhäufung von Tau-Proteinen) und Parkinson (Anhäufung von α-Synuclein).
Sie ist mit Michel Goedert verheiratet, mit dem sie einen Sohn hat und auch vielfach zusammenarbeitet.
Sie ist Fellow der Royal Society (2013) und Fellow der Academy of Medical Sciences (2010). 2000 erhielt sie den Potamkin Prize der American Academy of Neurology, 2017 die Camillo Golgi Medal, 2020 die Tudichum Medal. 2019 wurde sie Offizier des Ordens des Sterns von Italien, 2024 Mitglied der European Molecular Biology Organization.

## Schriften (Auswahl)
- mit M. Goedert u. a.: α-Synuclein in Lewy bodies, Nature, Band 388, 1997, S. 839–840
- mit M. Goedert, B. Ghetti u. a.: Familial multiple system tauopathy with presenile dementia: a disease with abundant neuronal and glial tau filaments, Proc. Nat. Acad. Sci. USA, Band 94, 1997, S. 4113–4118
- mit M. Goedert u. a.: Mutation in the tau gene in familial multiple system tauopathy with presenile dementia, Proc. Nat. Acad. Sci. USA, Band 95, 1998, S. 7737–7741
- mit M. Goedert u. a.: α-Synuclein in filamentous inclusions of Lewy bodies from Parkinson’s disease and dementia with Lewy bodies, Proc. Nat. Acad. Sci. USA, Band 95, 1998, S. 6469–6473
- mit M. Goedert u. a.: Filamentous alpha-synuclein inclusions link multiple system atrophy with Parkinson's disease and dementia with Lewy bodies, Neurosci. Lett., Band  251, 1998, S. 205–208
- mit A.Bellucci, M. Goedert u. a. Neuroinflammation in mice transgenic for human P301S tau protein, American Journal of Pathology, Band 165, 2004, S. 1643–1652
- mit M. Goedert: A century of Alzheimer's disease, Science, Band 314, 2006, S. 777–781
- mit E. Magnani, M. Goedert u. a.: Interaction of tau protein with the dynactin complex, EMBO J., Band 26, 2007, S. 4546–4554
- mit P. Garcia-Reitböck u. a.: SNARE protein redistribution and synaptic failure in a transgenic mouse model of Parkinson's disease, Brain, Band 133, 2010, S. 2032–2044
- mit M. Iovino u. a.: Human stem cell-derived neurons: a system to study human tau function and dysfunction, PLoS One, Band 5, 2010, e13947